# Longitarsus rubiginosus
Longitarsus rubiginosus är en skalbaggsart som först beskrevs av Foudras in Mulsant 1859.  Longitarsus rubiginosus ingår i släktet Longitarsus och familjen bladbaggar. Arten är reproducerande i Sverige. Inga underarter finns listade i Catalogue of Life.